# 鵜鶘星雲
鵜鶘星雲（也就是所知的IC 5070和IC 5067）是在天鵝座與北美洲星雲結合在一起的一個電離氫區。這個發射星雲的型狀與鵜鶘相似，因此得到這個名稱。鵜鶘星雲是在天鵝座靠近天津四，占有很大面積的一個巨大發射星雲，並且被一個充滿暗塵埃的分子雲，與相鄰的更亮與更大的北美洲星雲分隔開來。
因為具有特別活躍的恆星形成和氣體演化的混合，因此對鵜鶘星雲有很多的研究。來自年輕恆星充滿活力的光，使冷的氣體慢慢轉化變熱，並導致電離的波前逐漸向外推進，但特別濃密的絲狀冷氣體依然存在。從現在起的數百萬年後，這個星雲將不再是現在所認識的鵜鶘星雲，恆星和氣體的平衡將展現出與現在完全不同的外觀。

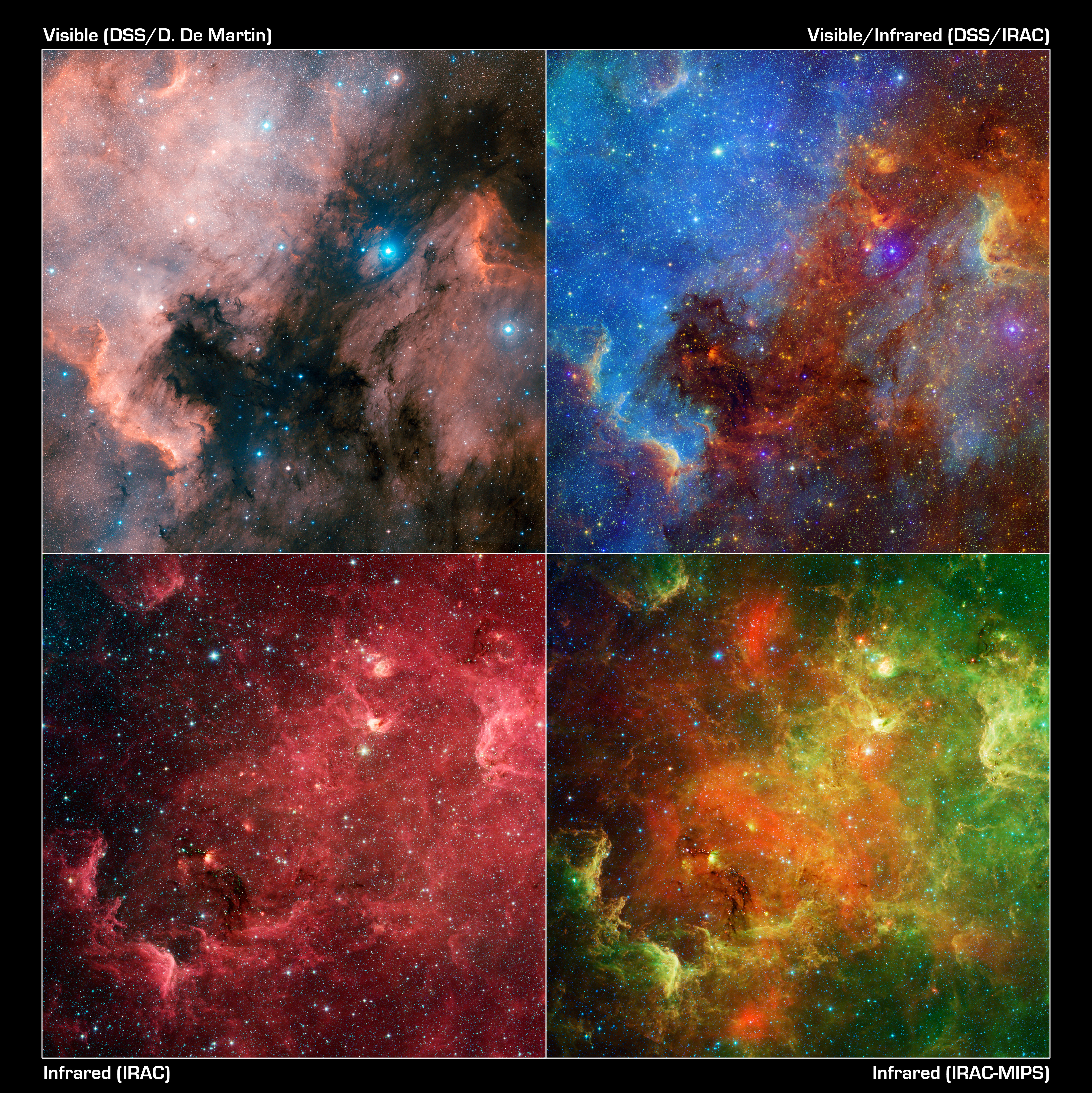
在左上方圖片右邊的紅色區域就是鵜鶘星雲。

## 外部連結
- Atlas of the Universe （页面存档备份，存于）
- Image by Arran Hill
- IC 5067/5070 Hires LRGB CCD Image （页面存档备份，存于）